# Andrés García y Murillo
Andrés García y Murillo, duodécimo alcalde del municipio de Rancagua (Algeciras, España, 1771-Rancagua, Chile, 1817). Español que llegó a Rancagua en la comitiva del Gobernador Mariano Osorio, quien asumiera tras recuperar el poder colonial de Chile, en el Desastre de Rancagua (1814). 
Era parte del Regimiento de los Talaveras y en 1815 fue designado Alcalde de Rancagua, cargo que ostentó hasta su fallecimiento, durante el desarrollo de las batallas de la independencia contra el bando patriota, en marzo de 1817.
| Predecesor: Juan Calvo y Pino | 12º Alcalde de Rancagua 1812 - 1815 | Sucesor: Eugenio de las Cuevas Ramírez |